# جون ويلسون (رجل أعمال)
جون ويلسون (بالإنجليزية: John Wilson)‏ هو فاعل خير وشخصية أعمال أمريكي، ولد في 1826، وتوفي في 1900.